# Норт-Куинси (Иллинойс)
Норт-Куинси (англ. North Quincy) — невключённая территория в округе Адамс (штат Иллинойс, США). Находится к северу от Куинси и считается одним из его крупнейших пригородов.

## Факты
- Норт-Куинси является результатом расширения города Куинси на север и продолжает увеличиваться по площади до сих пор.
- Точная численность населения Норт-Куинси неизвестна.

## Достопримечательности
- Дом ветеранов Иллинойса
- Музей всех войн
- Спринг Лейк Кантри Клаб